# Liste der Baudenkmäler in Regensburg-Brandlberg-Keilberg
Auf dieser Seite sind die Baudenkmäler in der Oberpfälzer Bezirkshauptstadt Regensburg zusammengestellt. Diese Tabelle ist eine Teilliste der Liste der Baudenkmäler in Bayern. Grundlage ist die Bayerische Denkmalliste, die auf Basis des Bayerischen Denkmalschutzgesetzes vom 1. Oktober 1973 erstmals erstellt wurde und seither durch das Bayerische Landesamt für Denkmalpflege geführt wird. Die folgenden Angaben ersetzen nicht die rechtsverbindliche Auskunft der Denkmalschutzbehörde.

## Baudenkmäler
| Lage                          | Objekt                              | Beschreibung | Akten-Nr.       | Bild           |
| ----------------------------- | ----------------------------------- | --- | --------------- | -------------- |
| Zur Hohen Linie 20 (Standort) | Katholische Pfarrkirche St. Michael | Saalbau mit eingezogenem Chor, Chorflankenturm, Vorzeichen und Zollingerdach, 1929/30 von Max Wittmann; mit Ausstattung | D-3-62-000-1461 | weitere Bilder |